# 國家民主陣線
國家民主陣線（法語：Front National Démocratique）是北非國家阿爾及利亞的一個小型政黨，他在2007年5月17日舉行的全國人民議會選舉中得到1.38%選票，因而獲得議會內389個議席當中的1席。